# Mezinárodní výbor pro klasifikaci virů
Mezinárodní výbor pro klasifikaci virů (ICTV, z angl. International Committee on Taxonomy of Viruses) je vědecká komise zřízená při International Union of Microbiological Societies. Zakládajícími členy bylo 43 virologů z celého světa, ke vzniku komise došlo v roce 1966 v Moskvě. Do roku 1974 existovala pod názvem International Committee on Nomenclature of Viruses, následně změnila název na ten současný, který lépe vystihuje náplň její činnosti. ICTV pravidelně vypracovává zprávu (Virus Taxonomy Report) s aktuálním stavem klasifikace virů, v současnosti je dostupné již deváté vydání.